# Kerry Reid
Ne pas confondre avec Kerry Harris
Pour les articles homonymes, voir Reid.
Kerry Ann Melville (née le 7 août 1947 à Mosman) est une joueuse de tennis australienne. Elle est aussi connue sous son nom de femme mariée, Kerry Reid.
À l'œuvre dans les compétitions internationales à partir de 1963, elle a participé en 1970 avec huit autres joueuses, les Original 9, à la création du tout premier circuit professionnel de tennis féminin autonome (futur WTA Tour).
Comptant parmi les toutes meilleures mondiales de son époque, elle a pris sa retraite sportive en 1980, participant à quelques épreuves jusqu'en 1985.
Outre des titres amateur, elle a remporté plus d'une vingtaine de tournois WTA en simple et en double, dont l'Open d'Australie en 1977 (édition de janvier) face à Dianne Fromholtz Balestrat.